# ケヴィン・ファイギ
ケヴィン・ファイギ （Kevin Feige, 1973年6月2日 - ）は、アメリカ合衆国の映画プロデューサー。マーベル・エンターテインメントのチーフ・クリエイティブ・オフィサー、マーベル・スタジオの社長を務める。
世界で最も大きな興行的成功を収めている映画シリーズ『マーベル・シネマティック・ユニバース』の全作品でプロデューサーを務めている。その内の一つである『ブラックパンサー』はスーパーヒーロー映画として初めてアカデミー作品賞にノミネートされた。さらに、『アベンジャーズ/エンドゲーム』は世界歴代2位の興行収入を記録している。

## 生い立ち
ニュージャージー州ウェストフィールドで育つ。南カリフォルニア大学時代にローレン・シュラー・ドナーのインターンとなり、卒業後には彼女のアシスタントとなった。

## キャリア
マーベル・ユニバース(マーベル・コミック)に関する百科事典並の知識を買われ、ローレン・シュラーの製作映画『X-メン』（2000年）でアソシエイトプロデューサーに抜擢された。それ以降、多くのマーベル原作の映画に参加する。
2007年にマーベル・スタジオの社長に就任する。
2019年にマーベル・エンターテインメントのチーフ・クリエイティブ・オフィサーに就任する。

## フィルモグラフィ

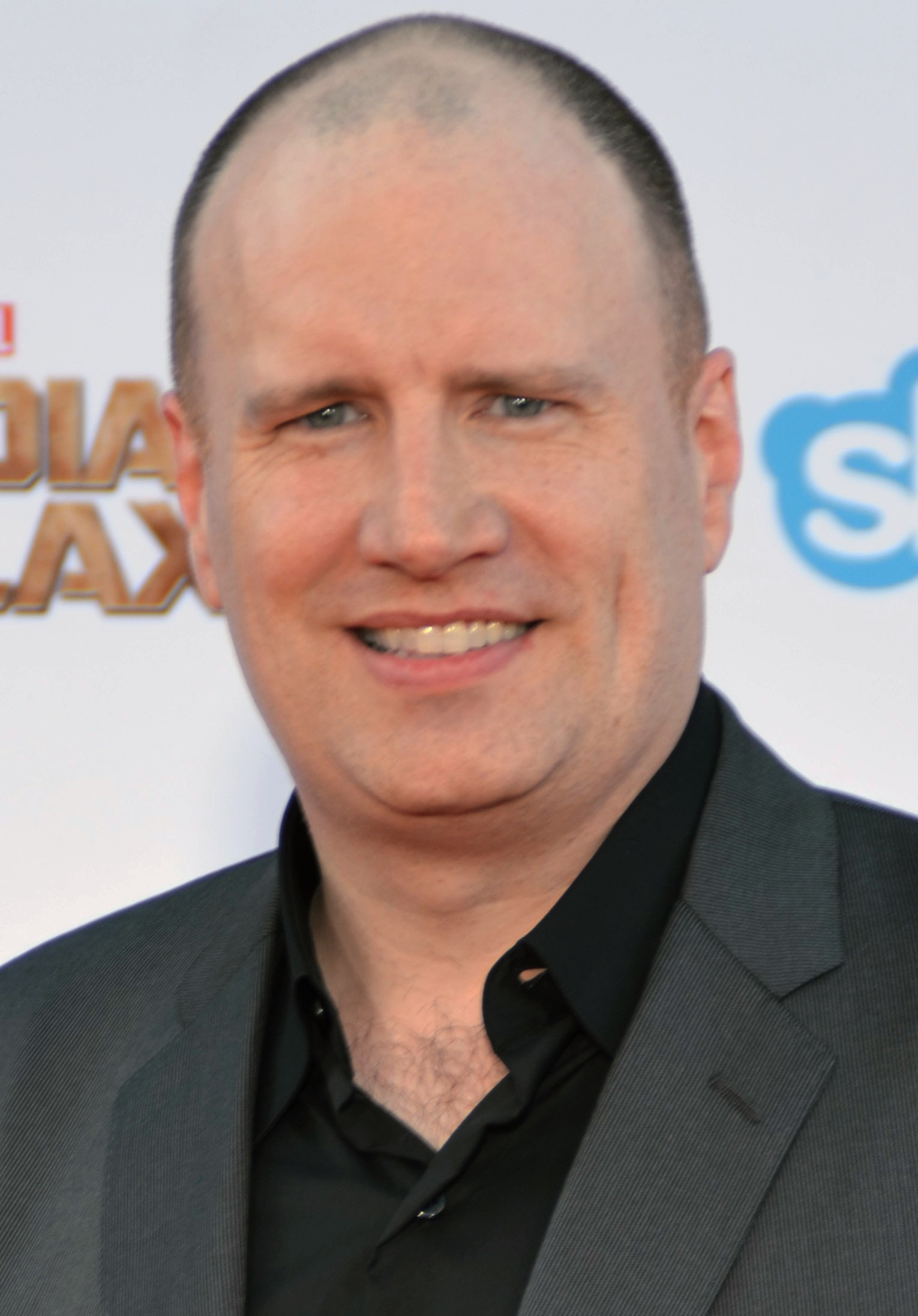
2014年

### 映画
- X-メン X-Men (2000) 製作助手
- スパイダーマン Spider-Man (2002) 製作総指揮(クレジットなし)
- デアデビル Daredevil (2003) 共同製作
- X-MEN2 X2 (2003) 共同製作
- ハルク Hulk (2003) 製作総指揮
- パニッシャー The Punisher (2004) 製作総指揮
- スパイダーマン2 Spider-Man 2 (2004) 製作総指揮
- ブレイド3 Blade: Trinity (2004) 共同製作
- エレクトラ Elektra (2005) 共同製作
- 巨大怪物 マンシング Man-Thing (2005) 製作総指揮
- ファンタスティック・フォー ［超能力ユニット］ Fantastic Four (2005) 製作総指揮
- X-MEN:ファイナル ディシジョン X-Men: The Last Stand (2006) 製作総指揮
- スパイダーマン3 Spider-Man 3 (2007) 製作総指揮
- ファンタスティック・フォー:銀河の危機 Fantastic Four: Rise of the Silver Surfer (2007) 製作総指揮
- アイアンマン Iron Man (2008) 製作
- インクレディブル・ハルク The Incredible Hulk (2008) 製作
- パニッシャー: ウォー・ゾーン Punisher: War Zone (2008) 製作総指揮(クレジットなし)
- アイアンマン2 Iron Man 2 (2010) 製作
- マイティ・ソー Thor (2011) 製作
- キャプテン・アメリカ/ザ・ファースト・アベンジャー Captain America: The First Avenger (2011) 製作
- アベンジャーズ Marvel's The Avengers (2012) 製作
- アメイジング・スパイダーマン The Amazing Spider-Man (2012) 製作総指揮
- アイアンマン3 Iron Man 3 (2013) 製作
- マイティ・ソー/ダーク・ワールド Thor: The Dark World (2013) 製作
- キャプテン・アメリカ/ウィンター・ソルジャー Captain America: The Winter Soldier (2014) 製作
- ガーディアンズ・オブ・ギャラクシー Guardians of the Galaxy (2014) 製作
- アベンジャーズ/エイジ・オブ・ウルトロン Avengers: Age of Ultron (2015) 製作
- アントマン Ant-Man (2015) 製作
- シビル・ウォー/キャプテン・アメリカ Captain America: Civil War (2016) 製作
- ドクター・ストレンジ Doctor Strange (2016) 製作
- ガーディアンズ・オブ・ギャラクシー:リミックス Guardians of the Galaxy Vol. 2 (2017) 製作
- スパイダーマン:ホームカミング Spider-Man: Homecoming (2017) 製作
- マイティ・ソー バトルロイヤル Thor: Ragnarok (2017) 製作
- ブラックパンサー Black Panther (2018) 製作
- アベンジャーズ/インフィニティ・ウォー Avengers: Infinity War (2018) 製作
- アントマン&ワスプ Ant-Man and the Wasp (2018) 製作
- キャプテン・マーベル Captain Marvel (2019) 製作
- アベンジャーズ/エンドゲーム Avengers: Endgame (2019) 製作
- スパイダーマン:ファー・フロム・ホーム Spider-Man: Far From Home (2019) 製作
- ブラック・ウィドウ Black Widow (2021) 製作
- シャン・チー/テン・リングスの伝説 Shang-Chi and the Legend of the Ten Rings (2021) 製作
- エターナルズ Eternals (2021) 製作
- スパイダーマン:ノー・ウェイ・ホーム Spider-Man: No Way Home (2021) 製作
- ドクター・ストレンジ/マルチバース・オブ・マッドネス Doctor Strange in the Multiverse of Madness (2022) 製作
- ソー:ラブ・アンド・サンダー Thor: Love and Thunder (2022) 製作
- ブラックパンサー/ワカンダ・フォーエバー Black Panther: Wakanda Forever (2022) 製作
- アントマン&ワスプ:クアントマニア Ant-Man and the Wasp: Quantumania (2023) 製作
- ガーディアンズ・オブ・ギャラクシー:VOLUME 3 Guardians of the Galaxy Vol. 3 (2023) 製作
- マーベルズ The Marvels (2023) 製作
- デッドプール&ウルヴァリン Deadpool & Wolverine (2024) 制作
- キャプテン・アメリカ:ブレイブ・ニュー・ワールド Captain America: Brave New World (2025) 制作
- サンダーボルツ* Thunderbolts* (2025) 製作
- ファンタスティック4:ファースト・ステップ The Fantastic Four: First Steps (2025) 製作

### テレビシリーズ
- ウルヴァリン・アンド・ジ・X-メン Wolverine and the X-Men (2008-2009) 製作総指揮 / 計26エピソード
- アイアンマン ザ・アドベンチャーズ Iron Man: Armored Adventures (2009-2013) 製作総指揮 / 計52エピソード
- エージェント・カーター Agent Carter (2016) 製作総指揮 / 計18エピソード
- ワンダヴィジョン WandaVision (2021) 製作総指揮 / 計9エピソード
- ファルコン&ウィンター・ソルジャー The Falcon and the Winter Soldier (2021) 製作総指揮 / 計6エピソード
- ロキ Loki (2021–2023) 製作総指揮 / 計12エピソード
- ホワット・イフ...? What If...? (2021–2024) 製作総指揮 / 計26エピソード
- ホークアイ Hawkeye (2021) 製作総指揮 / 計6エピソード
- ムーンナイト Moon Knight (2022) 製作総指揮 / 計6エピソード
- ミズ・マーベル Ms. Marvel (2022) 製作総指揮
- シー・ハルク:ザ・アトーニー She-Hulk:Attorney at Law(2022) 製作総指揮
- シークレット・インベーション Secret Invasion(2023) 製作総指揮
- エコー Echo(2024) 製作総指揮
- X-MEN '97 X-Men '97(2024) 製作総指揮
- アガサ・オール・アロング Agatha All Along(2024) 製作総指揮
- スパイダーマン:フレンドリー・ネイバーフッド Your Friendly Neighborhood Spider-Man(2025) 製作総指揮
- デアデビル: ボーン・アゲイン Daredevil: Born Again(2025) 製作総指揮